# الفيس مانو
الفيس مانو (بالهولندية: Elvis Manu) (13 أغسطس 1993 هولندا - ) هو لاعب كرة قدم هولندي، يلعب كلاعب وسط.

## روابط خارجية
- الفيس مانو على موقع الاتحاد الأوربي (الإنجليزية)
- الفيس مانو على موقع اتحاد تركيا (لاعب) (الإنجليزية)
- الفيس مانو على موقع قاعدة بيانات كرة القدم.إي يو (الإنجليزية)
- الفيس مانو على موقع ليكيب (الفرنسية)
- الفيس مانو على موقع Soccerbase.com (لاعب) (الإنجليزية)
- الفيس مانو على موقع Soccerway.com (الإنجليزية)
- الفيس مانو على موقع عالم كرة القدم.نت (الإنجليزية)
- الفيس مانو على موقع AS.com (الإسبانية)